# Крајпуташи Сими и Јовану Петровићу у Мајдану
Крајпуташи Сими и Јовану Петровићу у Мајдану (општина Горњи Милановац) налазе се на међи села Мајдан и Сврачковци, са леве стране Ибарске магистрале у правцу Београда. Смештени су високо у врзини изнад пута, на породичном имању Петровића. Виши крајпуташ, са приказом војника подигнут је Јовану Петровићу, војнику који је погинуо у Другом балканском рату 1913. године. Други је подигнут његовом оцу Сими који је умро 1877. године. Оба споменика подигао је син, односно унук Гвозден.
Споменици припадају типу "капаша". По обради и врсти камена очигледно је да су рад истог мајстора.

## Крајпуташ Јовану Петровићу

### Материјал, димензије, стање
Споменик је исклесан од тврдог грабовичког "љутика". Димензије стуба износе 160х34х22 cm. Камена "капа" је висока 12, а широка 48х36 cm. Крајпуташ је оштећен у горњем делу и прекривен лишајем.

### Опис
Са предње, источне стране споменика уклесана је фигура војника у ставу мирно, без оружја. Покојник је приказан као млађи човек озбиљног лика. Око његове главе лучно је уклесан је натпис: ЈОВАН ПЕТРОВИЋ. На левој бочној страни приказана је пушка са бајонетом, а на супротној крстолики орнамент. На полеђини крајпуташа је плитки урез рама, а у њему складан геометријски мотив троструког поновљеног крста. Испод је натпис у 12 грубо исклесаних редова.

### Епитаф
ЈОВАН ПЕТ
РОВИЋ ЖИВИ
25 ГОД А
ПОГИНУО 15.
ЈУЛА 1913. Г
НА ЧЕМРЕНИК
У НА БУГАРСК
ОЈ ГРАНИЦИ
СПОМЕН М
У ПОДИЖ
Е СИН ГВ
ОЗДЕН

## Крајпуташ Сими Петровићу

### Опис
Споменик поседује исте техничке и ликовне карактеристике. Лице споменика украшено је плитким геометријским урезом умноженог крста, испод кога је текст епитафа у 8 редова који се наставља на десној бочној страни. На левом боку је приказ пушке. И овде је полеђина споменика украшена плитким геометријским урезом троструког поновљеног крста.

### Материјал, димензије, стање
Исклесан је од тврдог грабовичког камена. Димензије стуба износе 130х27х20 cm, а камене покривке 13х31х29 cm. Споменик је добро очуван, осим што је прекривен лишајем.

### Епитаф
СИМО ПО
ЖИВИ 38
ГОД А У
МРЕ 1877
Г ТУРС
О РАТА
СПОМЕН
МУ ПОД
Текст се наставља на десном боку:
ЖЕ УНУК ГВОЗДЕН ПЕТРОВИЋ